# Castlefield
Castlefield est un quartier de la ville de Manchester. Cette zone est délimitée par l'Irwell, Quay Street, Deansgate et la route de Chester. C'est là que se tenait sous l'empire romain le castrum de Mamucium, auquel la ville doit son nom. C'est également à Castlefield que se termine le Bridgewater Canal, le premier canal industriel au monde construit en 1764. Le premier chemin de fer transportant des passagers se terminaient ici en 1830, à la Liverpool Road railway station. 
Le Rochdale Canal rejoint le Bridgewater Canal à Castlefield en 1805 et dans les années 1830 ils sont raccordés aux voies navigables sur l'Irwell et la Mersey. En 1848, les deux viaducs de la Manchester, South Junction and Altrincham Railway traversent Castlefield pour se rejoindre, deux autres viaducs et une station principale suivent.